# Liste der Nummer-eins-Hits in den Niederlanden (1991)
Diese Liste enthält alle Nummer-eins-Hits in den Niederlanden im Jahr 1991. Es gab in diesem Jahr 16 Nummer-eins-Singles und zwölf Nummer-eins-Alben.
| Singles | Alben |
| --- | --- |
| - Vanilla Ice – Ice Ice Baby - 6 Wochen (22. Dezember 1990 – 8. Februar 1991) - Candyman – Knockin’ Boots - 2 Wochen (9. Februar – 22. Februar) - Seal – Crazy - 3 Wochen (23. Februar – 15. März) - Raymond van het Groenewoud – Liefde voor muziek - 3 Wochen (16. März – 5. April) - Massive Attack – Unfinished Sympathy - 1 Woche (6. April – 12. April) - Roxette – Joyride - 2 Wochen (13. April – 26. April) - R.E.M. – Losing My Religion - 3 Wochen (27. April – 17. Mai) - Timmy T – One More Try - 2 Wochen (18. Mai – 31. Mai) - Scorpions – Wind of Change - 3 Wochen (1. Juni – 21. Juni) - Crystal Waters – Gypsy Woman (La da dee la da da) - 3 Wochen (22. Juni – 12. Juli) - Extreme – More Than Words - 1 Woche (13. Juli – 19. Juli) - Sniff ’n’ the Tears – Driver’s Seat - 3 Wochen (20. Juli – 9. August) - Bryan Adams – (Everything I Do) I Do It for You - 11 Wochen (10. August – 25. Oktober) - L. A. Style – James Brown Is Dead - 2 Wochen (26. Oktober – 8. November) - Salt ’n’ Pepa – Let’s Talk About Sex - 3 Wochen (9. November – 29. November) - Gordon – Kon ik maar even bij je zijn - 4 Wochen (30. November 1991 – 3. Januar 1992) | - Phil Collins – Serious Hits … Live! - 10 Wochen (8. Dezember 1990 – 15. Februar 1991) - Sting – The Soul Cages - 1 Woche (16. Februar – 22. Februar) - Queen – Innuendo - 1 Woche (23. Februar – 22. März) - Grease - 4 Wochen (23. März – 19. April, insgesamt 19 Wochen; → 1978) - Eurythmics – Greatest Hits - 8 Wochen (20. April – 14. Juni) - R.E.M. – Out of Time - 1 Woche (15. Juni – 21. Juni) - Bob Marley & The Wailers – Legend - 7 Wochen (22. Juni – 9. August) - Juan Luis Guerra & Los 4.40 – Bachata rosa - 2 Wochen (10. August – 23. August) - Gipsy Kings – Este mundo - 4 Wochen (24. August – 20. September) - Dire Straits – On Every Street - 10 Wochen (21. September – 29. November) - Michael Jackson – Dangerous - 3 Wochen (30. November – 20. Dezember) - Queen – Greatest Hits II - 11 Wochen (21. Dezember 1991 – 6. März 1992, insgesamt 18 Wochen; → 1992) |